# Subcomandante Marcos

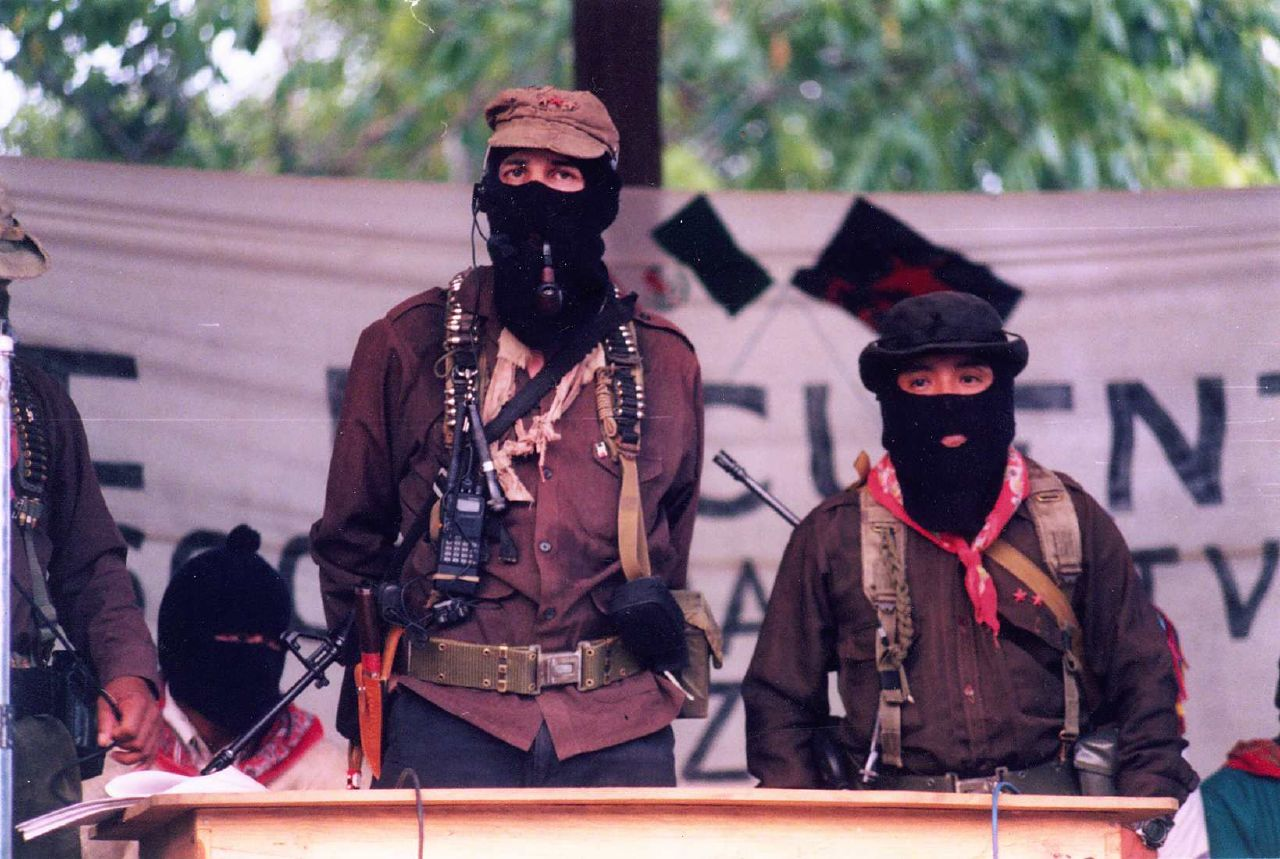
Marcos (l) in Chiapas

Rafael Sebastían Guillén Vicente, beter bekend als Subcomandante Marcos (Nederlands: Ondercommandant Marcos) is de militair leider, woordvoerder en belangrijkste ideoloog van het Zapatistisch Nationaal Bevrijdingsleger (EZLN), een revolutionaire beweging die actief is in Chiapas in Mexico. In het kader van de 'Andere Campagne' van 2006 wordt hij aangeduid als Delegado Zero (Afgevaardigde Nul).

## Identiteit

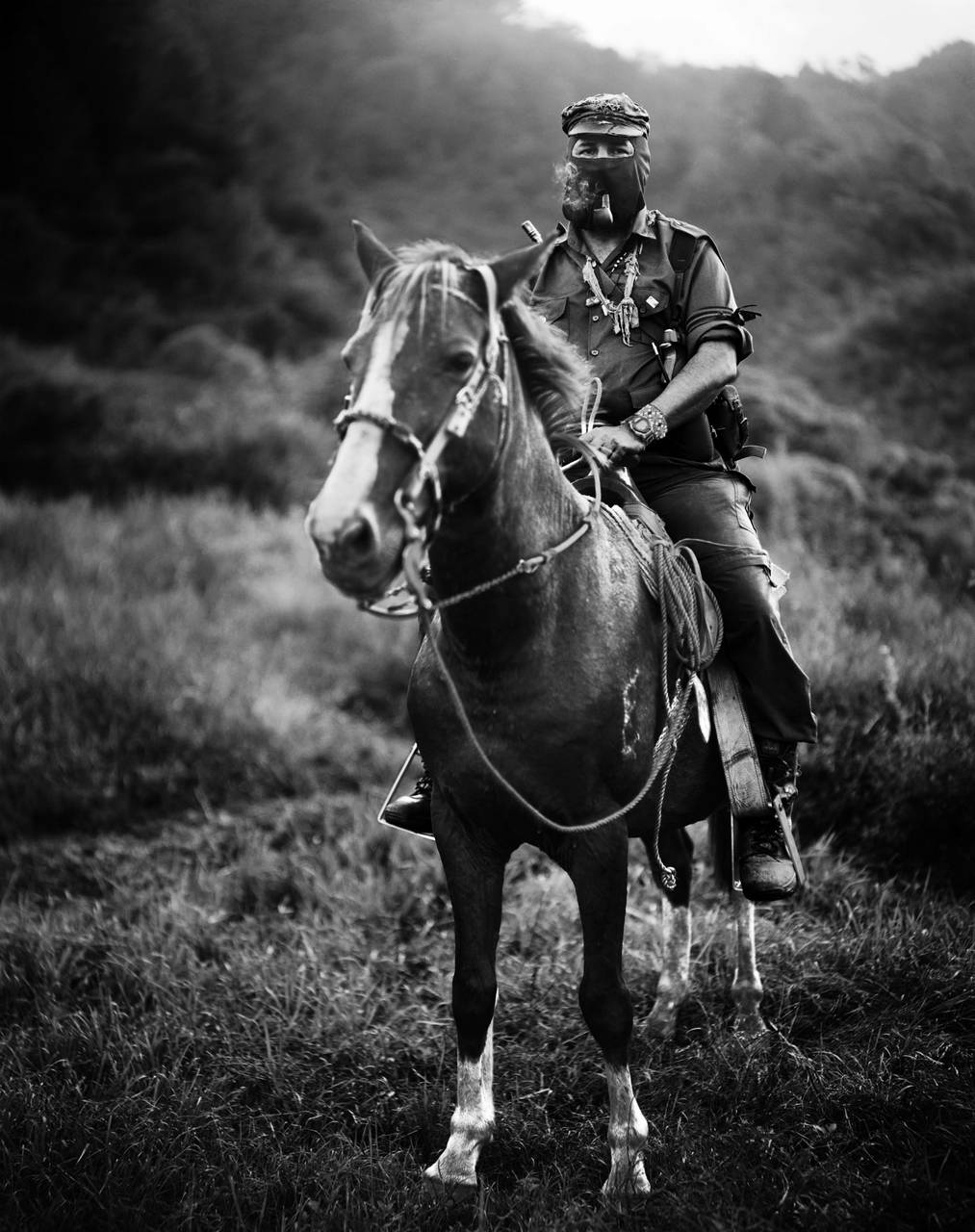
Subcomandante Marcos op paard in Chiapas

Marcos verschijnt altijd in het openbaar in een bivakmuts en meestal ook met een pijp. De gezichtsbedekking die hij draagt is traditioneel voor Mexicanen die zich verzetten tegen onrechtvaardigheid. In de twintigste eeuw gingen bijvoorbeeld Superbarrio en El Santo altijd gemaskerd door het leven, en ook uit de koloniale tijd zijn verslagen bekend van gemaskerde opstandelingen die zich verzetten tegen het Spaanse gezag. Soms heeft hij een invalide haan aan zijn zijde, genaamd pinguïn. In 2006 doorkruiste hij Mexico op een zwarte motorfiets in het kader van de 'alternatieve campagne' van de Zapatistas in de aanloop naar de presidentsverkiezingen, waaraan ze overigens niet deelnamen. Deze campagne was ook de aanleiding voor zijn naamsverandering.
In een interview met Gabriel García Márquez verklaarde Marcos te zijn opgegroeid in een middenklassengezin. Zijn ouders waren beiden leraren op het Mexicaanse platteland. Hij leerde thuis lezen, uit de krant, in plaats van op school en leerde de wereld kennen vanuit romans, wat hem—naar eigen zeggen—een heel andere kijk op de wereld gaf dan mensen die de wereld zien door de massamedia. Ook las hij revolutionaire lectuur, waaronder Marx en Engels, maar was—opnieuw naar eigen zeggen—op dat moment al te 'gekneed' door de ironie van de literatuur.
Marcos radicaliseerde waarschijnlijk door het met harde hand ingrijpen van de overheid bij de studentenopstanden van 1968 en later. Hij is beïnvloed door Che Guevara (door sommigen wordt Marcos als Ches opvolger gezien), door de Italiaanse marxistisch denker Antonio Gramsci en door de Mexicaanse anarchistische geïnspireerde revolutionair Emiliano Zapata. Marcos arriveerde in 1983 in Chiapas als lid van de marxistisch-leninistische guerrillagroepering Nationale Bevrijdingskrachten (FLN), met als doel lokale Maya's te rekruteren voor een revolutie tegen de Mexicaanse overheid, maar raakte onder hun invloed van het orthodox-marxistische pad af. Sinds 1989 staat Marcos aan het hoofd van de EZLN, daarvoor werd die positie ingenomen door Subcomandante Elisa.
De Mexicaanse regering identificeerde Marcos in 1995 als Rafael Sebastián Guillén Vicente (Tampico, 19 juni 1957). Deze Guillén studeerde aan een jezuïtisch instituut in Tampico in de staat Tamaulipas. Hij studeerde af in de filosofie aan de Nationale Autonome Universiteit van Mexico (UNAM) op een scriptie over Louis Althusser, en doceerde filosofie aan de Autonome Metropolitaanse Universiteit (UAM) Mexico-Stad, een universiteit die de naam heeft een broeiplaats te zijn van linksradicaal activisme. Bij bezoeken van het EZLN aan Mexico-Stad werd duidelijk dat Marcos bekend was met de UNAM en de UAM. Guillén was actief in Nicaragua ten tijde van de sandinistische revolutie
en was ideologisch gezien een marxist 'van de Franse school'.
In 1992 verdween hij.
Marcos werd in februari 1995 op televisie door president Ernesto Zedillo "geout" als Guillén; Zedillo liet daarbij foto's zien van zowel Marcos als Guillén. De Mexicaanse regering was bij haar speurtocht naar Marcos' identiteit vooral afgegaan op aanwijzingen van Salvador Morales Garibay oftewel Subcomandante Daniel, een voormalige collega aan de UAM en FLN-medestrijder, die de EZLN verliet toen de beweging besloot een gewapende strijd te beginnen. Het leiderschap van de EZLN claimt Morales Garibay niet te kennen. Marcos zelf heeft altijd ontkend Guillén te zijn, en op vragen over zijn identificatie als Guillén heeft hij meestal met een grap gereageerd. Zo verklaarde hij slechts een keer in Tamaulipas geweest is, en slechts om als uitsmijter in een bordeel in Ciudad Victoria te werken, en vroeg de Mexicaanse regering of zij hem niet met een aantrekkelijker persoon dan Guillén kunnen identificeren, om zo zijn "correspondentie van dames" niet te verzieken. Guilléns familie weet niet wat er met hem gebeurd is, en wil niet zeggen of ze denken dat Guillén Marcos is. Opvallend is dat Marcos geen Indiaan is, hoewel het EZLN wel grotendeels een Indiaanse beweging is.
Er is wel geopperd dat de naam 'Marcos' afkomstig is van de eerste letters van de zes plaatsen die de Zapatisten in januari 1994 bezetten: Las Margaritas, Amatenango del Valle, La Realidad, Comitán, Ocosingo en San Cristóbal, maar Marcos heeft dat ontkend en verklaard dat de naam afkomstig is van een gesneuvelde kameraad. De namen van de andere Zapatistenleiders zouden op eenzelfde manier zijn gevormd, omdat op die manier overleden strijders voort blijven leven. Het was lange tijd niet duidelijk of hij slechts een woordvoerder is, of ook de leider van de beweging, maar in december 2007 verklaarde hij de leider van de EZLN te zijn.
Op 25 mei 2014 werd een brief van hem gepubliceerd als laatste publieke actie waarin hij aangaf dat Subcommandante Marcos slechts een hologram is en dat de EZLN de beeltenis niet meer nodig heeft. De brief was ondertekend door Subcomandante Insurgente Galeano die een paar dagen later overleed.

## Geschriften
Naast revolutionair is Marcos ook schrijver van zowel politiek als literair werk: tussen 1992 en 2006 publiceerde hij meer dan 200 verhalen en essays en 21 boeken. Een aantal essays zijn gebundeld in het boek Ons Woord is Ons Wapen, waarvan het voorwoord werd geschreven door José Saramago. Met misdaadauteur Paco Ignacio Taibo II schreef hij de roman Muertos incómodos. Verder werkte hij samen met onder anderen Noam Chomsky en Naomi Klein.